# Tómas Guðmundsson
Tómas Guðmundsson (* 6. Januar 1901 auf dem Hof Efri-Brú in Grímsnes, Island; † 14. November 1983 in Reykjavík, Island) war ein isländischer Schriftsteller.

## Leben
Der Schriftsteller Tómas Guðmundsson wurde im Jahre 1901 auf dem reichen Hof Efri-Brú in Südisland geboren, nicht weit von dem Ort, wo etwa 20 Jahre später ein anderer Schriftsteller, Ólafur Jóhann Sigurðsson, aufwachsen sollte. Tómas' Eltern waren Guðmundur Ögmundsson und seine Frau Steinunn Þorsteinsdóttir.
Da der Junge schon früh gute Anlagen zeigte, wurde beschlossen, dass er die höhere Schule besuchen sollte. Er ging auf die Menntaskólinn í Reykjavík, schloss diese 1921 mit dem Abitur ab und schrieb sich anschließend auf der Háskóli Íslands im Fach Rechtswesen ein. Das Jurastudium beendete er 1926 mit der Abschlussprüfung. Danach arbeitete etliche Jahre als Rechtsanwalt in Anwaltskanzleien und bei der Hagstofa Íslands, dem isländischen Statistikamt.
Ab 1943 lebte er nur noch als Schriftsteller.
Tómas Guðmundsson starb 1983 in Reykjavík. Zwei Denkmale erinnern an ihn, eines in der Austurstræti in Islands Hauptstadt, eine Straße, die in einem seiner Gedichte die Hauptrolle spielt, ein anderes am Ufer des Flusses Sog, wo er geboren wurde.

## Werke
Tómas Guðmundsson veröffentlichte vor allem Lyrik, aber auch Theaterstücke. Zudem betätigte er sich als literarischer Übersetzer, Redakteur und Herausgeber.
Sein erster Gedichtband, Við sundin blá, erschien 1925. Diesem folgten noch zahlreiche weitere. Er veröffentlichte aber auch Artikel in Zeitungen und Zeitschriften. Viele der Gedichte von Tómas Guðmundsson sind durch zurückhaltende Ästhetik und einen leisen Humor geprägt. Eines seiner Lieblingsthemen ist die Stadt Reykjavík (vgl. das oben erwähnte Gedicht Austurstræti).
Etliche seiner Gedichte wurden auch vertont und sind inzwischen beliebte Lieder wie z. B. Hótel Jörð.
Die Stadt Reykjavík vergibt zum Andenken an Tómas Guðmundsson einen Literaturpreis.

## Werkverzeichnis
Der Autor gab fünf Gedichtbände heraus:
- Við sundin blá (1925)
- Fagra veröld  (1933)
- Stjörnur vorsins (1940)
- Fljótið helga  (1950)
- Heim til þín (1981)